# Omaha Mavericks

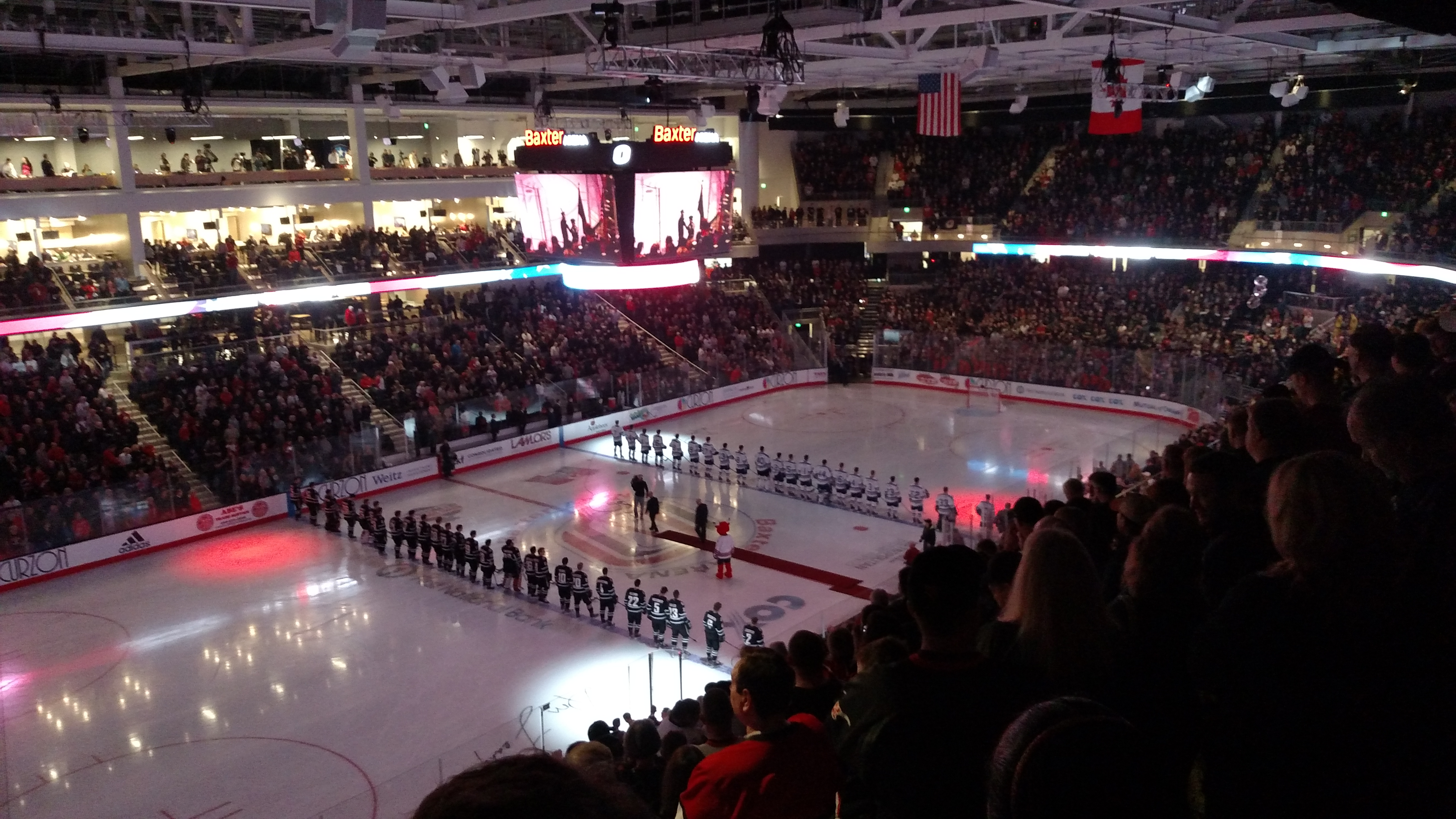
Baxter Arena

Omaha Mavericks (español: Los rebeldes de Omaha) es el nombre de los equipos deportivos de la Universidad de Nebraska Omaha, situada en Omaha, Nebraska. Los equipos de los Mavs participan en las competiciones universitarias organizadas por la NCAA, y forman parte desde 2012 de The Summit League, excepto en hockey sobre hielo, que pertenecen a la National Collegiate Hockey Conference.

## Programa deportivo
Los Mavericks compiten en 6 deportes masculinos y en 9 femeninos:
| - Masculino - Baloncesto - Fútbol - Tenis - Hockey sobre hielo - Béisbol - Golf | - Femenino - Baloncesto - Cross - Voleibol - Natación - Atletismo - Fútbol - Tenis - Softball - Golf |

## Instalaciones deportivas
- Caniglia Field es el estadio donde disputan sus competiciones los equipos de fútbol. Construido en 1949, fue remodelado completamenteen 2011.Tiene una capacidad para 9.000 espectadores.[1]

- Baxter Arena es el pabellón donde disputan sus encuentros los equipos de baloncesto masculino, baloncesto femenino, hockey sobre hielo masculino y voleibol femenino. Fue inaugurado en 2015 y tiene una capacidad para 7.898 espectadores.[2]